# CBC News
CBC News — підрозділ канадської радіомовної корпорації, що відповідає за збір новин і виробництво програм новин англійською мовою, а саме: CBC Television, CBC Radio, CBC News Network і CBC.ca. Заснована в 1941 році, CBC News є найбільшим телеканалом в Канаді та має місцеві, регіональні та національні передачі та радіостанції.

## Історія
Перший випуск новин CBC був двомовним радіорепортажем 2 листопада 1936 року. Служба новин CBC була урочисто відкрита під час Другої світової війни 1 січня 1941 року, коли Ден МакАртур, головний редактор новин, доручив Веллсу Річі підготувати для диктора Чарльза Дженнінгса національний звіт о 20:00. За Дженнінгсом слідували читачі Лорн Грін, Френк Герберт і Ерл Кемерон. CBC News Roundup (французький аналог: La revue de l'actualité) розпочався 16 серпня 1943 року о 19:45, був замінений на The World at Six 31 жовтня 1966 року.
На англомовному телебаченні перший випуск новин, частина журналу CBC Newsmagazine, був показаний 8 вересня 1952 року на CBLT (Торонто), єдиній англійській станції, яка на той час транслювала телемовлення. Пізніше того ж року було представлено CBC National News (ведучі: Ларрі Хендерсон, Ерл Кемерон, Стенлі Берк), а потім змінило назву на The National у 1970 році.
CBC почала доставляти новини онлайн у 1996 році через веб-сайт Newsworld Online. Сайт CBC News Online був запущений у 1998 році. У 2016 році сайт було перейменовано на CBC Indigenous. У 2017 році CBC News перезапустив свою головну програму новин The National з чотирма співведучими в Торонто, Оттаві та Ванкувері, а пізніше двома ведучими з понеділка по четвер і одним ведучим у п’ятницю та неділю.